# Каскрувка
Каскру́вка, Каскаравка, Єсьманівка (біл. Каскруўка, Каскараўка, Есьманаўка) — річка в Білорусі, у Воложинському районі Мінської області, ліва притока річки Яршівки (басейн Німана). Довжина 8 км. Починається за 0,5 км на північний схід від села Татари, впадає в Яршівку на схід від села Запруддя. На 1,2 км від гирла каналізована.